# Montecorvino Pugliano
Montecorvino Pugliano – miejscowość i gmina we Włoszech, w regionie Kampania, w prowincji Salerno.
Według danych na rok 2004 gminę zamieszkiwało 7811 osób, 279 os./km².